# Billy Hart
Billy Hart (Washington, 29 november 1940) is een Amerikaanse jazzdrummer. Hij was jarenlang lid van het Herbie Hancock Sextet. In 1972 speelde hij mee op On The Corner van Miles Davis. Naar eigen zeggen speelde hij mee op ongeveer 500 jazzplaten. In 2003 vormde hij het Billy Hart Quartet.

## Biografie
Harts grootmoeder woonde in hetzelfde appartementsgebouw als Roger “Buck” Hill, een belangrijke jazzsaxofonist. Hill gaf twee 78 toerenplaten van Charlie Parker aan de vijftienjarige Hart. Die speelde toen al drums, maar hield vooral van popmuziek. Die twee jazzplaten waren een openbaring en hij raakte verslingerd aan het genre. Hij begon te oefenen door met die twee platen mee te spelen. Hij ontdekte een lokale jazzclub en sloop 's avonds stiekem het huis uit om naar jazzoptredens te kijken. In The Spotlite Room zag hij onder andere Miles Davis, John Coltrane, Cannonball Adderley, Bill Evans, Paul Chambers en Jimmy Cobb. Hill was ook de eerste muzikant die Hart liet meespelen tijdens een live sessie in 1958. Volgens Hart was dat echter een "catastrofe". Toen hij naderhand bijna in tranen uitbarstte, sprak de pianiste van dienst hem moed in. Dat bleek Shirley Horn te zijn, een jazzzangeres, die hij later zijn "belangrijkste invloed" noemde. Wat later mocht hij haar begeleiden tijdens optredens.
Een andere belangrijke invloed was zijn jeugdvriend Tootie Heath, die ook drums speelde en hem naar Ornette Coleman liet luisteren. Door naar Heath te kijken en te luisteren terwijl hij drumde, leerde Hart de kneepjes van het vak.
Als drummer in de huisband van het Howard Theater begeleidde hij acts als Otis Redding, Smokey Robinson en Sam & Dave. In 1961 werd hij vaste begeleider van de Montgomery Brothers. Van 1964 tot 1966 tourde hij met orgelist Jimmy Smith. Hij deed hetzelfde voor gitarist Wes Montgomery van 1966 tot 1968. Na de dood van Montgomery in 1968 verhuisde Hart naar New York, waar hij begon als invaller voor drummers Billy Higgins en Billy Cobham. Hij nam platen op met Wayne Shorter en Joe Zawinul en speelde met Eddie Harris en Marian McPartland. Hij speelde mee op Karma (1969) en nog enkele andere albums van Pharoah Sanders. 

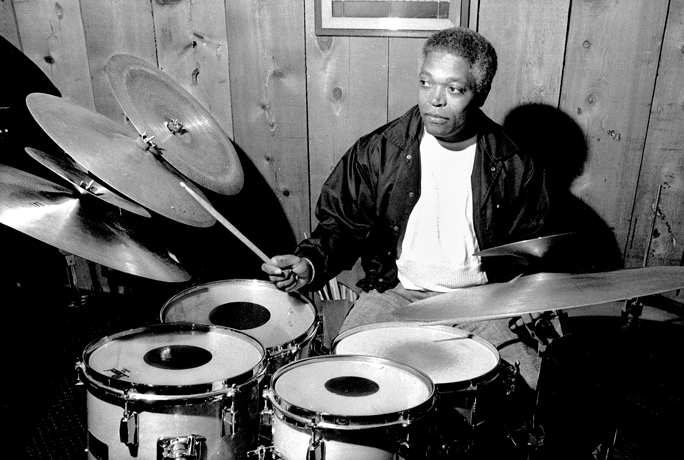
Billy Hart bij Bach Dancing & Dynamite Society, Half Moon Bay, Californië

In die periode begon hij ook het pseudoniem Jabali te gebruiken. In 1969 werd hij lid van Herbie Hancock's sextet. Hij speelde mee op de albums Mwandishi (1971) Crossings (1972) en Sextant (1973). In 1972 speelde hij mee op On the Corner, de omstreden fusionplaat van Miles Davis. Later deed hij ook mee op Tutu, de comebackplaat van Davis uit 1986. Van 1973 tot 1974 was hij begeleider van pianist McCoy Tyner en van 1974 tot 1977 speelde hij met saxofonist Stan Getz. 
In 1977 verscheen het eerste album onder zijn eigen naam. Enchance was een eigenzinnige freejazzplaat, met bijdrages van saxofonist Oliver Lake, bassist Buster Williams, bassist Dave Holland, trompettist Eddie Henderson, percussionist Thabo Michael Carvin, pianist Don Pullen, klarinettist Dewey Redman en trompettist Hannibal Marvin Peterson. Eind jaren '70 vormde hij Colloquium III met drummers Freddie Waits en Horacee Arnold,  waarmee ze percussie workshops organiseerden. In de jaren '80 was hij lid van Quest, een jazzgroep met bassist Ron McClure, pianist Richard Beirach en saxofonist David Liebman.
In 2003 vormde hij het Billy Hart Quartet met pianist Ethan Iverson, saxofonist Mark Turner en bassist Ben Street. In 2006 verscheen hun gelijknamige debuutalbum, op het HighNote label. In 2012 brachten ze All Our Reasons uit, op het Europese jazzlabel ECM Records. In 2021 speelt dit kwartet in deSingel in Antwerpen, Le Duc des Lombards in Parijs en op het Blue Note Summer Festival in Milaan.
Met de band The Cookers nam hij tussen 2010 en 2016 vijf albums op. Dit project voor jazzveteranen bestond naast Hart en trompettist David Weiss verder uit tenorsaxofonist Billy Harper, trompettist Eddie Henderson, altsaxofonist Craig Handy, pianist George Cables en bassist Cecil McBee.
In 1988 schreef hij het boek Jazz Drumming, dat vertaald werd in het Duits en het Japans. Sinds begin jaren '90 geeft Hart les aan het Oberlin Conservatory of Music, New England Conservatory of Music en Western Michigan University. Hij geeft ook privélessen via The New School en de New York University. Hij werkt ook mee aan het Stokes Forest Music Camp en de Dworp Summer Jazz Clinic in België.

## Discografie (selectie)

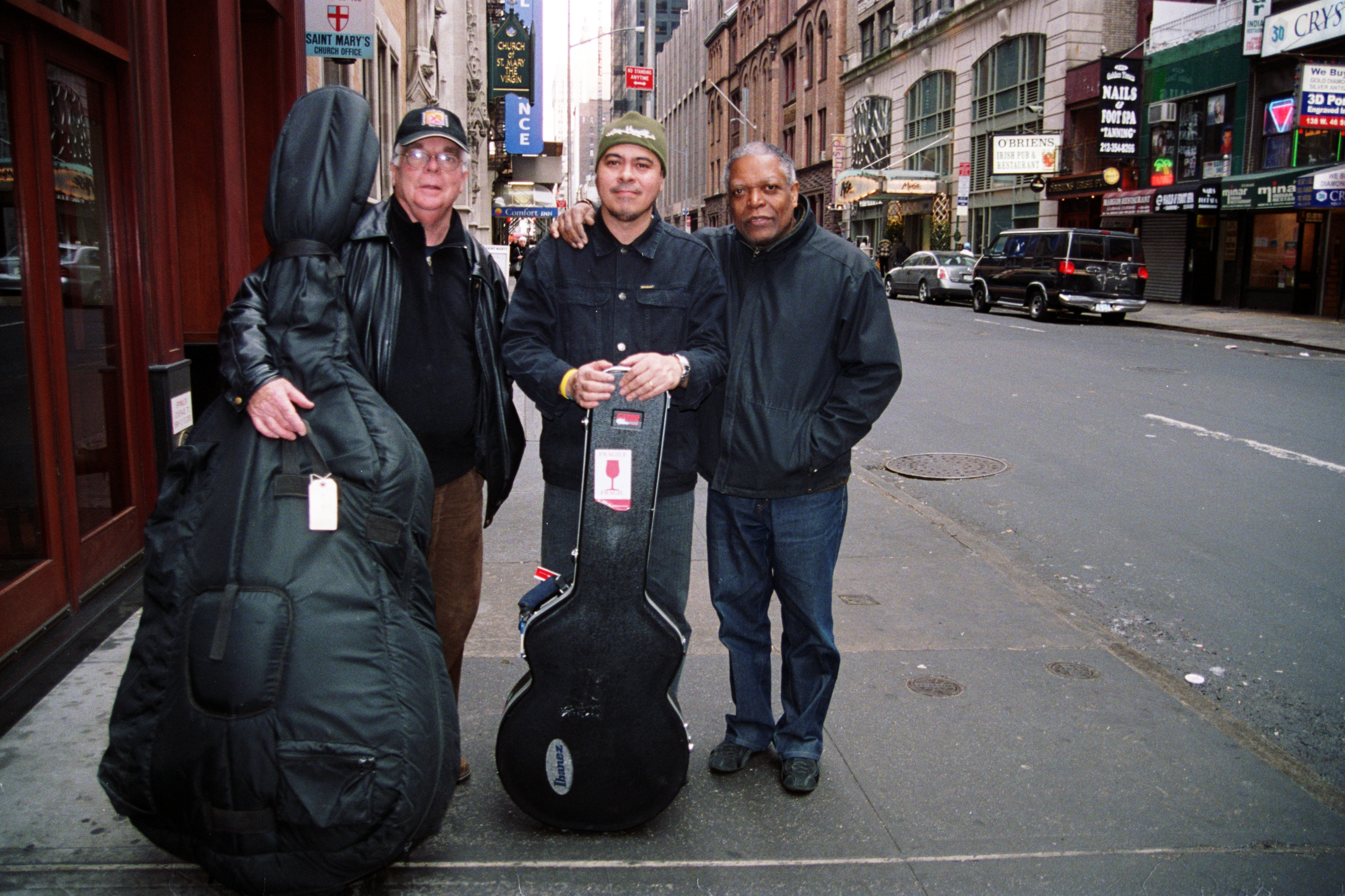
Billy Hart (rechts), Johnny Alegre (midden) en bassist Ron McClure (links) in New York

### Als bandleider[21]
- Enchance (Horizon, 1977)
- The Trio -  Billy Hart, Walter Bishop Jr., George Mraz (Progressive, 1982)
- Oshumare (Gramavision, 1984)
- Rah (Gramavision, 1988)
- Amethist (Arabesk, 1993)
- Oceans of Time (Arabesk, 1997)
- Billy Hart Quartet (HighNote, 2006)
- Route F (Enja, 2006)
- Live at the Café Damberd (Enja, 2009)
- Sixty-Eight ( SteepleChase, 2011)
- All Our Reasons (ECM, 2012)
- One Is the Other (ECM, 2014)
- When The Birds Leave - Robin Verheyen, Marc Copland, Drew Gress, Billy Hart (Universal Music Belgium - 2017)
- Find The Way - Aaron Parks / Ben Street / Billy Hart (ECM - 2017)
- Talking About The Weather - Eric Thielemans & Billy Hart (Sub Rosa, 2019)

### Als begeleider
| Opnamedatum/Releasedatum | Artiest                                                                                           | Album                                                                | Label            |
| ------------------------ | ------------------------------------------------------------------------------------------------- | -------------------------------------------------------------------- | ---------------- |
| 1961 [1980]              | Wes Montgomery                                                                                    | Live at Jorgies Jazz Club                                            | VGM              |
| 1961 [1968]              | Wes Montgomery                                                                                    | Live at Jorgies Jazz Club and More                                   | VGM              |
| 1963                     | Buck Clarke                                                                                       | The Buck Clarke Sound                                                | Argo             |
| 1964                     | Jimmy Smith                                                                                       | Christmas Cookin'                                                    | Verve            |
| 1965                     | Jimmy Smith                                                                                       | The Amazing Jimmy Smith Trio Live at the Village Gate                | Metro            |
| 1965                     | Jimmy Smith                                                                                       | Live in Concert – The Incredible Jimmy Smith                         | Metro            |
| 1965                     | Jimmy Smith                                                                                       | La métamorphose des cloportes (O.S.T.)                               | Verve            |
| 1968                     | Eddie Harris                                                                                      | Pourquoi l'Amérique (O.S.T.)                                         | AZ               |
| 1968                     | Eddie Harris                                                                                      | Silver Cycles                                                        | Atlantic         |
| 1968                     | Paul Jeffrey Quintet                                                                              | Electrifying Sounds of the Paul Jeffrey Quintet                      | Savoy            |
| 1969                     | Eddie Harris                                                                                      | High Voltage                                                         | Atlantic         |
| 1969                     | Eddie Harris                                                                                      | Free Speech                                                          | Atlantic         |
| 1969                     | Melvin Jackson                                                                                    | Funky Skull                                                          | Limelight        |
| 1969                     | Pharoah Sanders                                                                                   | Karma                                                                | Impulse!         |
| 1969 [1973]              | Pharoah Sanders                                                                                   | Izipho Zam (My Gifts)                                                | Strata-East      |
| 1970                     | Marian McPartland                                                                                 | Ambiance                                                             | Halcyon          |
| 1970 [1974]              | McCoy Tyner                                                                                       | Asante                                                               | Blue Note        |
| 1971                     | Herbie Hancock                                                                                    | Mwandishi                                                            | Warner Bros.     |
| 1971                     | Harold Land                                                                                       | A New Shade of Blue                                                  | Mainstream       |
| 1971                     | Wayne Shorter                                                                                     | Odyssey of Iska                                                      | Blue Note        |
| 1971                     | Joe Zawinul                                                                                       | Zawinul                                                              | Atlantic         |
| 1972                     | Norman Connors                                                                                    | Dance of Magic                                                       | Cobblestone      |
| 1972                     | Miles Davis                                                                                       | On the Corner                                                        | Columbia         |
| 1972 [1974]              | Miles Davis                                                                                       | Big Fun (material from On the Corner sessions)                       | Columbia         |
| 1972                     | Hal Galper                                                                                        | Wild Bird                                                            | Mainstream       |
| 1972                     | Herbie Hancock                                                                                    | Crossings                                                            | Warner Bros.     |
| 1972                     | James Mtume with the Mtume Umoja Ensemble                                                         | Alkebu-Lan – Land of the Blacks (Live at The East)                   | Strata-East      |
| 1972                     | Pharoah Sanders                                                                                   | Black Unity                                                          | Impulse!         |
| 1972                     | Buddy Terry                                                                                       | Pure Dynamite                                                        | Mainstream       |
| 1972                     | Pete Yellin                                                                                       | Dance of Allegra                                                     | Mainstream       |
| 1973                     | Catalyst                                                                                          | Perception                                                           | Muse             |
| 1973                     | Charles Earland                                                                                   | The Dynamite Brothers (O.S.T.)                                       | Prestige         |
| 1973                     | Herbie Hancock                                                                                    | Sextant                                                              | Columbia         |
| 1973                     | Eddie Henderson                                                                                   | Realization                                                          | Capricorn        |
| 1973                     | Marc Levin Ensemble                                                                               | Songs Dances and Prayers                                             | Sweet Dragon     |
| 1974 [1976]              | Walter Bishop Jr.                                                                                 | Valley Land                                                          | Muse             |
| 1974                     | Catalyst                                                                                          | Unity                                                                | Muse             |
| 1974                     | Carlos Garnett                                                                                    | Black Love                                                           | Muse             |
| 1974                     | Eddie Henderson                                                                                   | Inside Out                                                           | Capricorn        |
| 1974                     | Azar Lawrence                                                                                     | Bridge into the New Age                                              | Prestige         |
| 1974                     | Bennie Maupin                                                                                     | The Jewel in the Lotus                                               | ECM              |
| 1974                     | Cecil McBee                                                                                       | Mutima                                                               | Strata-East      |
| 1974 [1977]              | James Mtume                                                                                       | Rebirth Cycle                                                        | Third Street     |
| 1974                     | Hannibal Marvin Peterson and The Sunrise Orchestra                                                | Children of the Fire                                                 | Sunrise          |
| 1974                     | Charles Sullivan                                                                                  | Genesis                                                              | Strata-East      |
| 1974                     | McCoy Tyner                                                                                       | Sama Layuca                                                          | Milestone        |
| 1975                     | Kenny Barron                                                                                      | Lucifer                                                              | Muse             |
| 1975                     | Joseph Bonner                                                                                     | Triangle                                                             | Whynot           |
| 1975                     | Joanne Brackeen                                                                                   | Snooze                                                               | Choice           |
| 1975                     | Sonny Fortune                                                                                     | Awakening                                                            | Horizon          |
| 1975                     | Stan Getz                                                                                         | Jazz Jamboree 74, Vol. 2                                             | Muza             |
| 1975                     | Stan Getz with João Gilberto                                                                      | The Best of Two Worlds                                               | Columbia         |
| 1975 [1982]              | Stan Getz                                                                                         | The Master                                                           | Columbia         |
| 1975                     | Eddie Henderson                                                                                   | Sunburst                                                             | Blue Note        |
| 1975                     | Bob Moses                                                                                         | Bittersuite in the Ozone                                             | Mozown           |
| 1975                     | Michel Sardaby                                                                                    | Gail                                                                 |                  |
| 1975                     | Harold Vick                                                                                       | Don't Look Back                                                      | Strata-East      |
| 1975                     | Buster Williams                                                                                   | Pinnacle                                                             | Muse             |
| 1976 [1978]              | Joanne Brackeen                                                                                   | Invitation                                                           | Freedom          |
| 1976                     | Hal Galper                                                                                        | Reach Out!                                                           | SteepleChase     |
| 1976 [2016]              | Stan Getz with João Gilberto                                                                      | Getz/Gilberto '76                                                    | Resonance        |
| 1976                     | Eddie Henderson                                                                                   | Heritage                                                             | Blue Note        |
| 1976                     | Pat Martino                                                                                       | Exit                                                                 | Muse             |
| 1976                     | Charles Sullivan                                                                                  | Re-Entry                                                             | Whynot           |
| 1976                     | Buster Williams                                                                                   | Crystal Reflections                                                  | Muse             |
| 1977                     | Black Renaissance                                                                                 | Body, Mind and Spirit                                                | Baystate         |
| 1977 [1979]              | Richard Davis                                                                                     | Harvest                                                              | Muse             |
| 1977                     | Stan Getz                                                                                         | Live at Montmartre                                                   | SteepleChase     |
| 1977                     | Stan Getz                                                                                         | Another World                                                        | Columbia         |
| 1977                     | Stan Getz                                                                                         | Mort d'un pourri (O.S.T.)                                            | Melba            |
| 1977                     | Herbie Hancock                                                                                    | V.S.O.P.                                                             | Columbia         |
| 1977                     | Eddie Jefferson                                                                                   | The Main Man                                                         | Inner City       |
| 1977                     | Andy LaVerne                                                                                      | Another World                                                        | SteepleChase     |
| 1977                     | John Spider Martin                                                                                | Absolutely                                                           | Improv           |
| 1977                     | Dave McKenna, The Wilbur Little Quartet                                                           | Oil & Vinegar                                                        | Honeydew         |
| 1977                     | Niels-Henning Ørsted Pedersen                                                                     | Trio 1                                                               | SteepleChase     |
| 1977                     | Niels-Henning Ørsted Pedersen                                                                     | Trio 2                                                               | SteepleChase     |
| 1977                     | Doug Raney                                                                                        | Introducing Doug Raney                                               | SteepleChase     |
| 1977                     | Zbigniew Seifert                                                                                  | Man of the Light                                                     | MPS              |
| 1977                     | John Stowell                                                                                      | Golden Delicious                                                     | Inner City       |
| 1978                     | Pepper Adams                                                                                      | Reflectory                                                           | Muse             |
| 1978                     | Kenny Barron                                                                                      | Innocence                                                            | Wolf             |
| 1978                     | Walter Bishop Jr.                                                                                 | Cubicle                                                              | Muse             |
| 1978 [1982]              | with Walter Bishop, Jr. and George Mraz                                                           | The Trio                                                             | Progressive      |
| 1978                     | Hamiet Bluiett                                                                                    | Resolution                                                           | Black Saint      |
| 1978                     | Joanne Brackeen                                                                                   | Tring-a-Ling                                                         | Choice           |
| 1978                     | Arnett Cobb                                                                                       | Arnett Cobb Is Back                                                  | Progressive      |
| 1978                     | Albert Dailey                                                                                     | That Old Feeling                                                     | SteepleChase     |
| 1978                     | Billy Harper                                                                                      | Soran-Bushi, B.H.                                                    | Denon            |
| 1978                     | Buck Hill                                                                                         | This Is Buck Hill                                                    | SteepleChase     |
| 1978                     | Shirley Horn                                                                                      | A Lazy Afternoon                                                     | SteepleChase     |
| 1978                     | Jimmy Knepper with Joe Temperley                                                                  | Just Friends                                                         | Hep              |
| 1978                     | Hannibal Marvin Peterson                                                                          | Naima                                                                | Eastworld        |
| 1978                     | Doug Raney                                                                                        | Cuttin' Loose                                                        | SteepleChase     |
| 1978                     | Bobby Watson as Robert Watson                                                                     | Estimated Time of Arrival                                            | Roulette         |
| 1979                     | Chico Freeman                                                                                     | Spirit Sensitive                                                     | India Navigation |
| 1979                     | Mack Goldsbury                                                                                    | Anthropo-Logic                                                       | Muse             |
| 1979                     | Dick Griffin                                                                                      | Now Is the Time                                                      | Trident          |
| 1979                     | Glen Hall                                                                                         | The Book of the Heart                                                | Sonora           |
| 1979                     | Buck Hill                                                                                         | Scope                                                                | SteepleChase     |
| 1979 [1982]              | Duke Jordan                                                                                       | Thinking of You                                                      | SteepleChase     |
| 1979                     | Lee Konitz                                                                                        | Yes, Yes, Nonet                                                      | SteepleChase     |
| 1979 [1984]              | Lee Konitz                                                                                        | Live at Laren                                                        | Soul Note        |
| 1979                     | Jim McNeely                                                                                       | The Plot Thickens                                                    | Gatemouth        |
| 1979                     | John McNeil Quintet                                                                               | Faun                                                                 | SteepleChase     |
| 1979                     | John McNeil & Tom Harrell                                                                         | Look to the Sky                                                      | SteepleChase     |
| 1979                     | Cam Newton                                                                                        | The Motive Behind the Smile                                          | Inner City       |
| 1979                     | Niels-Henning Ørsted Pedersen Quartet                                                             | Dancing on the Tables                                                | SteepleChase     |
| 1979                     | Doug Raney with Jimmy Raney                                                                       | Stolen Moments                                                       | SteepleChase     |
| 1979                     | Jimmy Rowles                                                                                      | Paws That Refresh                                                    | Choice           |
| 1979                     | John Scofield                                                                                     | Who's Who?                                                           | Arista           |
| 1979                     | Louis Smith Quintet                                                                               | Prancin'                                                             | SteepleChase     |
| 1979                     | with Clark Terry, Johnny Hartman, Oscar Peterson, Victor Sproles and Chris Woods                  | Ain't Misbehavin'                                                    | Pablo            |
| 1979                     | Buster Williams                                                                                   | Heartbeat                                                            | Muse             |
| 1980                     | Pierre Dørge Quartet                                                                              | Ballad Round the Left Corner                                         | SteepleChase     |
| 1980                     | Teddy Edwards                                                                                     | Out of This World                                                    | SteepleChase     |
| 1980                     | Chico Freeman                                                                                     | Peaceful Heart, Gentle Spirit                                        | Contemporary     |
| 1980                     | Duke Jordan                                                                                       | Change a Pace                                                        | SteepleChase     |
| 1980                     | Mingus Dynasty                                                                                    | Live at Montreux                                                     | Atlantic         |
| 1980                     | Doug Raney                                                                                        | Listen                                                               | SteepleChase     |
| 1980                     | Mickey Tucker                                                                                     | The Crawl                                                            | Muse             |
| 1980                     | Tom Varner                                                                                        | Tom Varner Quartet                                                   | Soul Note        |
| 1980                     | Buster Williams                                                                                   | Dreams Come True                                                     | Buddah           |
| 1981                     | Pepper Adams                                                                                      | Urban Dreams                                                         | Palo Alto        |
| 1981                     | Franco Ambrosetti                                                                                 | Heartbop                                                             | Enja             |
| 1981                     | Hamiet Bluiett                                                                                    | Dangerously Suite                                                    | Soul Note        |
| 1981 [1983]              | Buck Hill                                                                                         | Impressions                                                          | SteepleChase     |
| 1981                     | Terumasa Hino                                                                                     | Double Rainbow                                                       | CBS/Sony         |
| 1981                     | Joachim Kühn                                                                                      | Nightline New York                                                   | Sandra Music     |
| 1981                     | Mingus Dynasty                                                                                    | Live at Montreux                                                     | Atlantic         |
| 1981                     | Dave Schnitter                                                                                    | Glowing                                                              | Muse             |
| 1982                     | Johnny Coles                                                                                      | New Morning                                                          | Criss Cross Jazz |
| 1982                     | Art Farmer Quartet                                                                                | A Work of Art                                                        | Concord Jazz     |
| 1982                     | Chico Freeman                                                                                     | Tradition in Transition                                              | Elektra Musician |
| 1982                     | Stan Getz                                                                                         | Pure Getz                                                            | Concord Jazz     |
| 1982 [1995]              | Stan Getz                                                                                         | Blue Skies                                                           | Concord Jazz     |
| 1982                     | Buck Hill                                                                                         | Easy to Love                                                         | SteepleChase     |
| 1982                     | Jay Hoggard                                                                                       | Mystic Winds, Tropic Breezes                                         | India Navigation |
| 1982 [1986]              | Jimmy Knepper                                                                                     | 1st Place                                                            | BlackHawk        |
| 1982                     | Arnie Lawrence                                                                                    | Renewal                                                              | Palo Alto        |
| 1982                     | Cecil McBee                                                                                       | Flying Out                                                           | India Navigation |
| 1983 [1991]              | Stanley Cowell, Billy Harper and Reggie Workman                                                   | Such Great Friends                                                   | Strata-East      |
| 1983                     | Chico Freeman                                                                                     | The Search                                                           | India Navigation |
| 1983                     | James Newton                                                                                      | James Newton                                                         | Gramavision      |
| 1983                     | The Jazztet                                                                                       | Nostalgia                                                            | Baystate         |
| 1983                     | Tom Varner                                                                                        | Motion/Stillness                                                     | Soul Note        |
| 1984                     | Larry Coryell                                                                                     | Comin' Home                                                          | Muse             |
| 1984                     | Chico Freeman feat. Bobby McFerrin                                                                | Tangents                                                             | Elektra Musician |
| 1984                     | Kip Hanranhan                                                                                     | Conjure – Music for the Texts of Ishmael Reed                        | American Clavé   |
| 1984                     | Jimmy Knepper                                                                                     | I Dream Too Much                                                     | Soul Note        |
| 1984                     | James Newton                                                                                      | Luella                                                               | Gramavision      |
| 1985 [1988]              | Pepper Adams                                                                                      | The Adams Effect                                                     | Uptown           |
| 1985                     | Paul Bley                                                                                         | My Standard                                                          | SteepleChase     |
| 1985                     | Larry Coryell                                                                                     | Equipoise                                                            | Muse             |
| 1985                     | Johnny Dyani Quartet                                                                              | Angolian Cry                                                         | SteepleChase     |
| 1985 [1988]              | Duke Jordan                                                                                       | Time on My Hands                                                     | SteeplChase      |
| 1985 [1989]              | Duke Jordan                                                                                       | As Time Goes By                                                      | SteepleChase     |
| 1985                     | Didier Lockwood                                                                                   | Out of the Blue                                                      | Gramavision      |
| 1985                     | James Newton                                                                                      | The African Flower – The Music of Duke Ellington and Billy Strayhorn | Blue Note        |
| 1985                     | Big Nick Nicholas                                                                                 | Big Nick                                                             | India Navigation |
| 1985                     | Doug Raney                                                                                        | Guitar Guitar Guitar                                                 | SteepleChase     |
| 1985                     | Idrees Sulieman                                                                                   | Groovin'                                                             | SteepleChase     |
| 1986                     | Miles Davis                                                                                       | Tutu                                                                 | Warner Bros.     |
| 1986 [1991]              | Shirley Horn Trio                                                                                 | Violets for Your Furs                                                | SteepleChase     |
| 1987                     | with Tal Farlow, John Abercrombie, Larry Carlton, Larry Coryell, John Scofield and John Patitucci | All Strings Attached                                                 | Verve            |
| 1987                     | Khan Jamal                                                                                        | Thinking of You                                                      | Storyville       |
| 1987                     | Ralph Moore                                                                                       | 623 C Street                                                         | Criss Cross Jazz |
| 1987                     | Quest                                                                                             | II                                                                   | Storyville       |
| 1987                     | Quest                                                                                             | Midpoint – Quest III Live at the Montmartre Copenhagen Denmark       | Storyville       |
| 1988                     | Gary Bartz Quartet                                                                                | Monsoon                                                              | SteepleChase     |
| 1988                     | John Handy                                                                                        | Excursion in Blue                                                    | Quartet          |
| 1988                     | Tom Harrell                                                                                       | Stories (1991 reissue as Visions)                                    | Contemporary     |
| 1988                     | Duke Jordan Trio                                                                                  | Time on My Hands                                                     | SteepleChase     |
| 1988                     | Mingus Dynasty                                                                                    | Live at the Theatre Boulogne-Billancourt/Paris, Vol. 1               | Soul Note        |
| 1988                     | Mingus Dynasty                                                                                    | Live at the Theatre Boulogne-Billancourt/Paris, Vol. 2               | Soul Note        |
| 1988                     | Quest                                                                                             | N.Y. Nites – Standards                                               | PAN Music        |
| 1988                     | Quest                                                                                             | Natural Selection                                                    | Pathfinder/Core  |
| 1988                     | Doug Raney                                                                                        | Something's Up                                                       | SteepleChase     |
| 1989                     | Paul Bley Trio                                                                                    | The Nearness of You                                                  | SteepleChase     |
| 1989                     | Klaus Ignatzek and Ron McClure                                                                    | Take It Easy                                                         | Nuovo            |
| 1989                     | Judy Niemack                                                                                      | Long as You're Living                                                | Freelance        |
| 1990                     | Joey DeFrancesco                                                                                  | Where Were You?                                                      | Columbia         |
| 1990                     | Lars Møller Quartet                                                                               | Pyramid                                                              | Stunt            |
| 1990                     | Quest                                                                                             | Of One Mind                                                          | CMP              |
| 1991                     | Joanne Brackeen                                                                                   | Is It Really True                                                    | Konnex           |
| 1991                     | Shirley Horn                                                                                      | You Won't Forget Me                                                  | Verve            |
| 1991                     | James Newton/David Murray                                                                         | David Murray/James Newton Quintet                                    | DIW              |
| 1992                     | Sonny Fortune                                                                                     | It Ain't What It Was                                                 | Konnex           |
| 1992                     | The Western Jazz Quartet (Trent Kynaston, Steve Zegree and Tom Knific)                            | Firebird                                                             |                  |
| 1992                     | Jarmo Savolainen                                                                                  | First Sight                                                          | Timeless         |
| 1993                     | Santi Debriano and Arthur Blythe                                                                  | 3–Ology                                                              | Konnex           |
| 1993                     | Charles Lloyd                                                                                     | The Call                                                             | ECM              |
| 1993                     | Warren Vaché                                                                                      | Horn of Plenty                                                       | Muse             |
| 1994                     | Jerry Bergonzi, Mike Stern, Andy LaVerne and George Mraz                                          | Vertical Reality                                                     | Musidisc         |
| 1994                     | George Cables                                                                                     | Quiet Fire                                                           | SteepleChase     |
| 1994                     | Stanley Cowell                                                                                    | Setup                                                                | SteepleChase     |
| 1994                     | Sonny Fortune                                                                                     | Four in One                                                          | Blue Note        |
| 1994                     | Dick Griffin                                                                                      | The Eighth Wonder & More                                             | Konnex           |
| 1994                     | David Liebman and Cecil McBee                                                                     | The Seasons                                                          | Soul Note        |
| 1994                     | Charles Lloyd                                                                                     | All My Relations                                                     | ECM              |
| 1994                     | Joe Lovano                                                                                        | Quartets: Live at the Village Vanguard                               | Blue Note        |
| 1994                     | Judy Niemack                                                                                      | Night and the Music                                                  | Freelance        |
| 1994                     | Grover Washington, Jr.                                                                            | All My Tomorrows                                                     | Columbia         |
| 1995                     | Sonny Fortune                                                                                     | A Better Understanding                                               | Blue Note        |
| 1995                     | Shirley Horn                                                                                      | The Main Ingredient                                                  | Verve            |
| 1995                     | Cæcilie Norby                                                                                     | Cæcilie Norby                                                        | Blue Note        |
| 1995                     | Jarmo Savolainen                                                                                  | True Image                                                           | A-Records        |
| 1996                     | George Cables                                                                                     | Dark Side, Light Side                                                | SteepleChase     |
| 1996                     | Ray Drummond                                                                                      | Vignettes                                                            | Arabesque        |
| 1996                     | Jon Jang Sextet                                                                                   | Two Flowers on a Stem                                                | Soul Note        |
| 1996                     | Lee Konitz                                                                                        | It's You                                                             | SteepleChase     |
| 1996                     | Charles Lloyd                                                                                     | Canto                                                                | ECM              |
| 1996                     | Chris Potter                                                                                      | Moving In                                                            |                  |
| 1997                     | Nick Brignola                                                                                     | Poinciana                                                            | Reservoir        |
| 1997 [1999]              | Ray Drummond                                                                                      | 1-2-3-4                                                              | Arabesque        |
| 1997                     | Horace Tapscott                                                                                   | Thoughts of Dar es Salaam                                            | Arabesque        |
| 1998                     | Dave Douglas                                                                                      | Moving Portrait                                                      | DIW              |
| 1999                     | Kenny Barron                                                                                      | Spirit Song                                                          | Verve            |
| 1999                     | Doug Raney and Joey DeFrancesco                                                                   | The Backbeat                                                         | SteepleChase     |
| 2001                     | Pat Martino                                                                                       | Live at Yoshi's                                                      | Blue Note        |
| 2002                     | Charles Lloyd                                                                                     | Lift Every Voice                                                     | ECM              |
| 2002 [2005]              | Frank Morgan                                                                                      | Raising the Standard                                                 | HighNote         |
| 2003 [2007]              | Frank Morgan                                                                                      | A Night in the Life                                                  | HighNote         |
| 2004                     | Frank Morgan                                                                                      | City Nights: Live at the Jazz Standard                               | HighNote         |
| 2005                     | Mark O'Leary and Tomasz Stanko                                                                    | Levitation                                                           | Leo              |
| 2006                     | Frank Morgan                                                                                      | Reflections                                                          |                  |
| 2007                     | with David Liebman, Richie Beirach and Ron McClure                                                | Redemption                                                           | hatOLOGY         |
| 2007                     | with Quest                                                                                        | Re-Dial (Live in Hamburg)                                            | Outnote          |
| 2010                     | Jean-Michel Pilc                                                                                  | True Story                                                           | Disques Dreyfus  |
| 2011                     | Brian Landrus                                                                                     | Traverse                                                             |                  |
| 2011                     | Quest                                                                                             | Circular Dreaming                                                    | Enja             |
| 2011                     | Iñaki Sandoval                                                                                    | Miracielos                                                           |                  |
| 2011                     | Tied &amp; Tickled Trio                                                                           | La Place Demon                                                       | Morr             |
| 2012                     | Karlheinz Miklin and Heiri Känzig                                                                 | Cymbal Symbols                                                       | TCB Music        |
| 2012                     | Odean Pope                                                                                        | Odean's Three                                                        | In+Out           |
| 2014                     | Tisziji Munoz                                                                                     | Heart Trance Revelation                                              | Anami            |
| 2014                     | Yelena Eckemoff feat. Mark Turner, Joe Locke & George Mraz                                        | A Touch of Radiance                                                  | L & H            |
| 2014                     | Bobby Hutcherson, David Sanborn, Joey DeFrancesco                                                 | Enjoy the View                                                       | Blue Note        |
| 2015                     | Yelena Eckemoff feat. Arild Andersen                                                              | Lions                                                                | L & H            |
| 2015                     | John Raymond, Dan Tepfer, Joe Martin                                                              | Foreign Territory                                                    | Fresh Sound      |
| 2016                     | Yelena Eckemoff feat. Mark Feldman & Ben Street                                                   | Leaving Everything Behind                                            | L & H            |
| 2016                     | Marcos Varela                                                                                     | San Ygnacio                                                          | Origin           |